# Sanford B. Dole

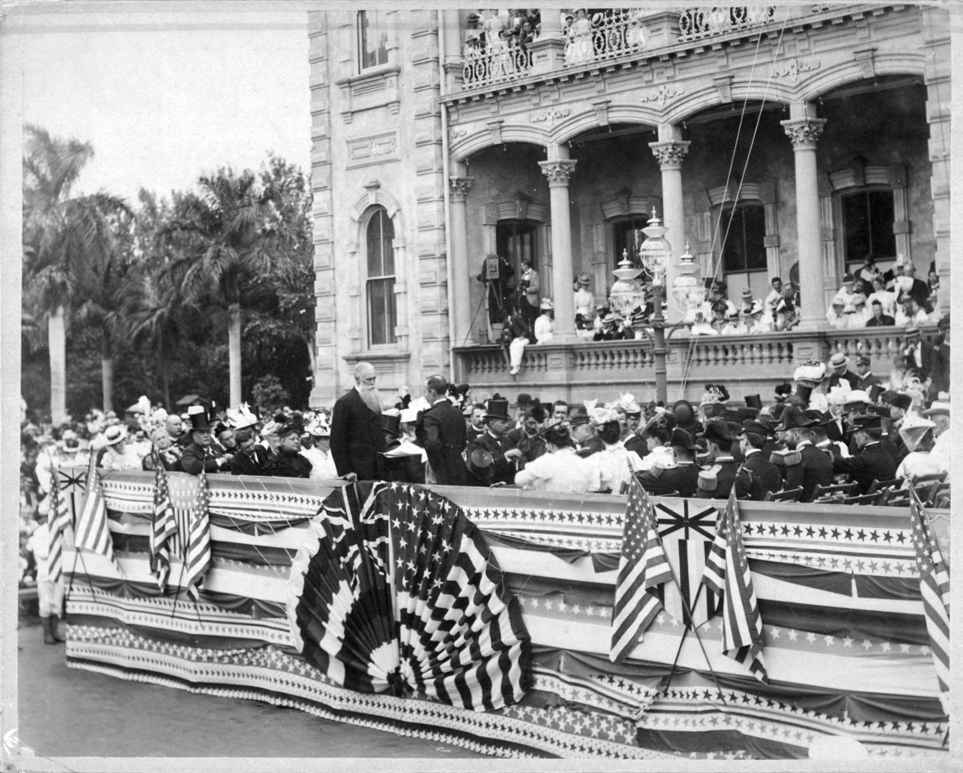
Zaprzysiężenie pierwszego gubernatora terytorialnego Hawajów

Sanford Ballard Dole (ur. 23 kwietnia 1844 w Honolulu, zm. 9 czerwca 1926) – polityk i prawnik hawajski, republikanin, 1894–1900 jedyny prezydent Republiki Hawajów, 1900–1903 gubernator terytorialny.
Urodził się w rodzinie białego misjonarza protestanckiego pochodzącej z Norridgewock w stanie Maine w USA. Należał do bogatej elity hawajskiej społeczności imigracyjnej. Był znanym i cenionym na wyspach adwokatem, przyjacielem króla Davida Kalākaua oraz królowej Liliʻuokalani. Przyczynił się w znacznym stopniu do kontynuowania procesu okcydentalizacji (westernizacji) hawajskiej społeczności i kultury.